# Campeonato de W Series de 2020
O Campeonato de W Series de 2020 seria a segunda temporada do campeonato de automobilismo W Series, campeonato disputado com carros idênticos aos da Fórmula 3. A W Series foi incluída na lista de campeonatos que fornecem pontos de Superlicença FIA e a campeã da série estará inelegível para defender o título na temporada seguinte. Jamie Chadwick iria competir porque a regra não foi apresentada em 2019. Em 4 de junho a competição foi cancelada pela organização devido a pandemia de Covid-19.

## Seleção de pilotos

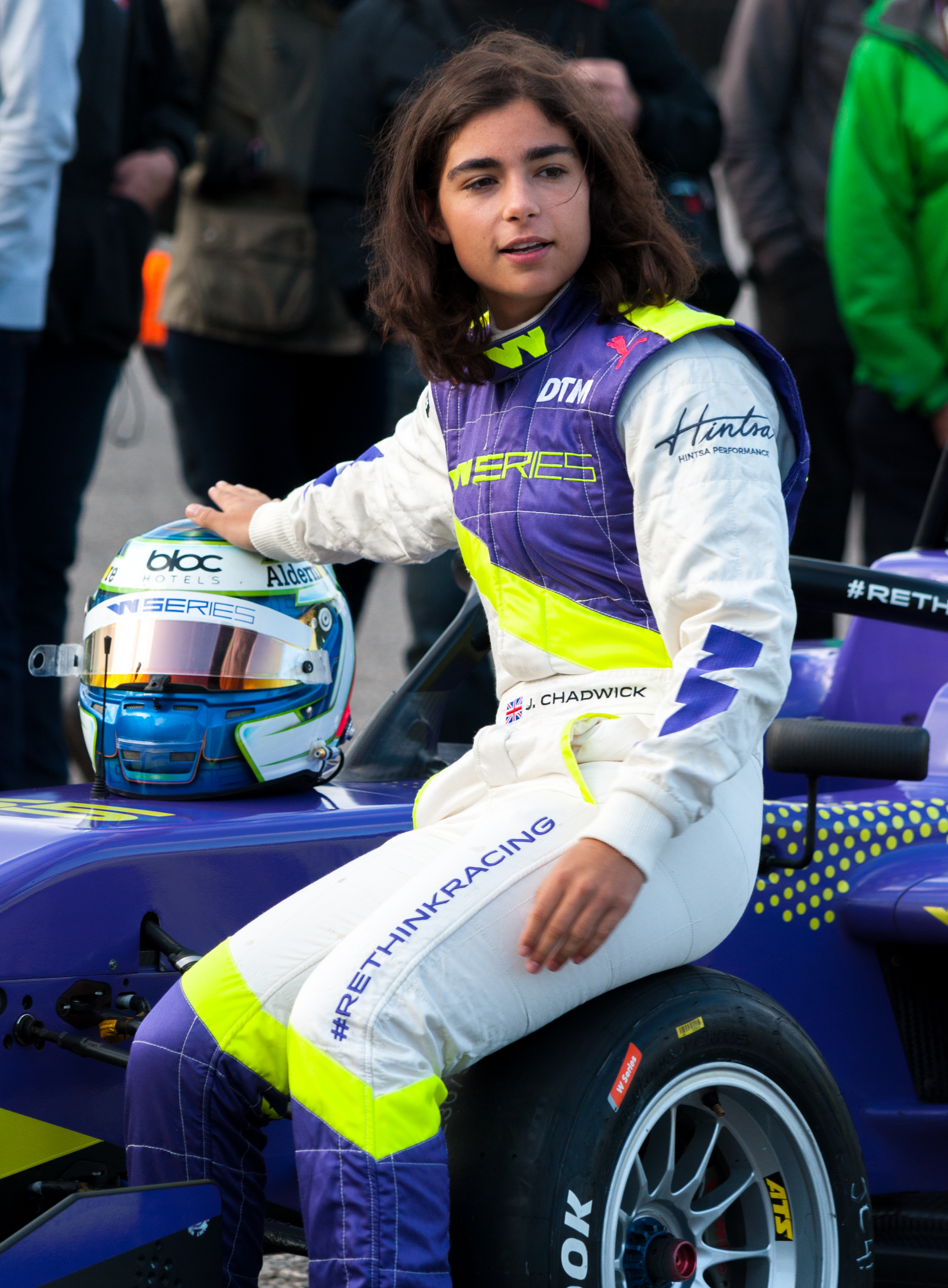
Jamie Chadwick campeã de 2019

As doze melhores colocadas do campeonato de 2019 foram automaticamente elegíveis para competir na temporada 2020, deixando oito vagas disponíveis para novas pilotos. As aspirantes a 2020 já devem possuir uma licença de corrida FIA International nível C. Quarenta novas pilotos se inscreveram para participar da temporada; no entanto, apenas quatorze delas participaram do primeiro teste realizado entre 16 e 18 de setembro de 2019 no Circuito de Almería, em Tabernas, Espanha.

### Inscrição
As oito pilotos a seguir competiram na W Series de 2019, mas não se qualificaram automaticamente para 2020:
- Caitlin Wood
- Esmee Hawkey
- Gosia Rdest
- Megan Gilkes
- Naomi Schiff
- Sarah Bovy
- Shea Holbrook
- Vivien Keszthelyi

As oito pilotos seguintes tentaram se qualificar para a W Series de 2020, não tendo competido em 2019, mas não tiveram sucesso ou não foram selecionadas para competir para a temporada.
- Abbie Munro
- Anna Inotsume
- Courtney Crone
- Chelsea Herbert
- Gabriela Jílková
- Hannah Grisham
- Katherine Legge
- Michelle Gatting

### Pilotos qualificadas
| N.º                       | Piloto            | Idade |
| ------------------------- | ----------------- | ----- |
| 5                         | Fabienne Wohlwend | 21    |
| 7                         | Emma Kimiläinen   | 30    |
| 11                        | Vicky Piria       | 25    |
| 19                        | Marta García      | 19    |
| 21                        | Jessica Hawkins   | 24    |
| 26                        | Sarah Moore       | 25    |
| 27                        | Alice Powell      | 26    |
| 31                        | Tasmin Pepper     | 29    |
| 37                        | Sabré Cook        | 24    |
| 55                        | Jamie Chadwick    | 21    |
| 85                        | Miki Koyama       | 21    |
| 95                        | Beitske Visser    | 24    |
| TBA                       | Ayla Ågren ‡      | 25    |
| TBA                       | Abbie Eaton ‡     | 27    |
| TBA                       | Belén García ‡    | 20    |
| TBA                       | Nerea Martí ‡     | 17    |
| TBA                       | Irina Sidorkova ‡ | 16    |
| TBA                       | Bruna Tomaselli ‡ | 21    |
| ‡ indica piloto estreante |                   |       |
| Fontes:                   |                   |       |

## Calendário
A série continuaria atuando como categoria preliminar da Deutsche Tourenwagen Masters na maioria das corridas. Corridas realizadas em Hockenheimring, no Circuito de Zolder e no Misano World Circuit Marco Simoncelli seriam substituídas por corridas em Igora Drive, Anderstorp Raceway e no Autódromo Nacional de Monza. As seis primeiras etapas seriam na Europa. Em 16 de janeiro de 2020, a série anunciou que iria realizar corridas nas Américas, operando como uma categoria de suporte para os GPs dos Estados Unidos e do Cidade do México.
| Rodada | Circuito                     | Data          | A acompanhar                                          |
| ------ | ---------------------------- | ------------- | ----------------------------------------------------- |
| 1      | Igora Drive                  | 30 de maio    | Deutsche Tourenwagen Masters                          |
| 2      | Anderstorp Raceway           | 13 de junho   | Deutsche Tourenwagen Masters                          |
| 3      | Autodromo Nazionale di Monza | 27 de junho   | Deutsche Tourenwagen Masters                          |
| 4      | Norisring                    | 11 de julho   | Deutsche Tourenwagen Masters                          |
| 5      | Brands Hatch                 | 23 de agosto  | Deutsche Tourenwagen Masters                          |
| 6      | TT Circuit Assen             | 5 de setembro | Deutsche Tourenwagen Masters                          |
| 7      | Circuito das Américas        | 24 de outubro | Grande Prêmio dos Estados Unidos de 2020 (Fórmula 1)  |
| 8      | Autódromo Hermanos Rodríguez | 31 de outubro | Grande Prêmio da Cidade do México de 2020 (Fórmula 1) |